# Saint-Aubin (Côte-d’Or)
Saint-Aubin – miejscowość i gmina we Francji, w regionie Burgundia-Franche-Comté, w departamencie Côte-d’Or. Nazwa miejscowości pochodzi od imienia św. Albina.
Według danych na rok 1990 gminę zamieszkiwało 239 osób, a gęstość zaludnienia wynosiła 25 osób/km² (wśród 2044 gmin Burgundii Saint-Aubin plasuje się na 673. miejscu pod względem liczby ludności, natomiast pod względem powierzchni na miejscu 956.).